# Rumtopf

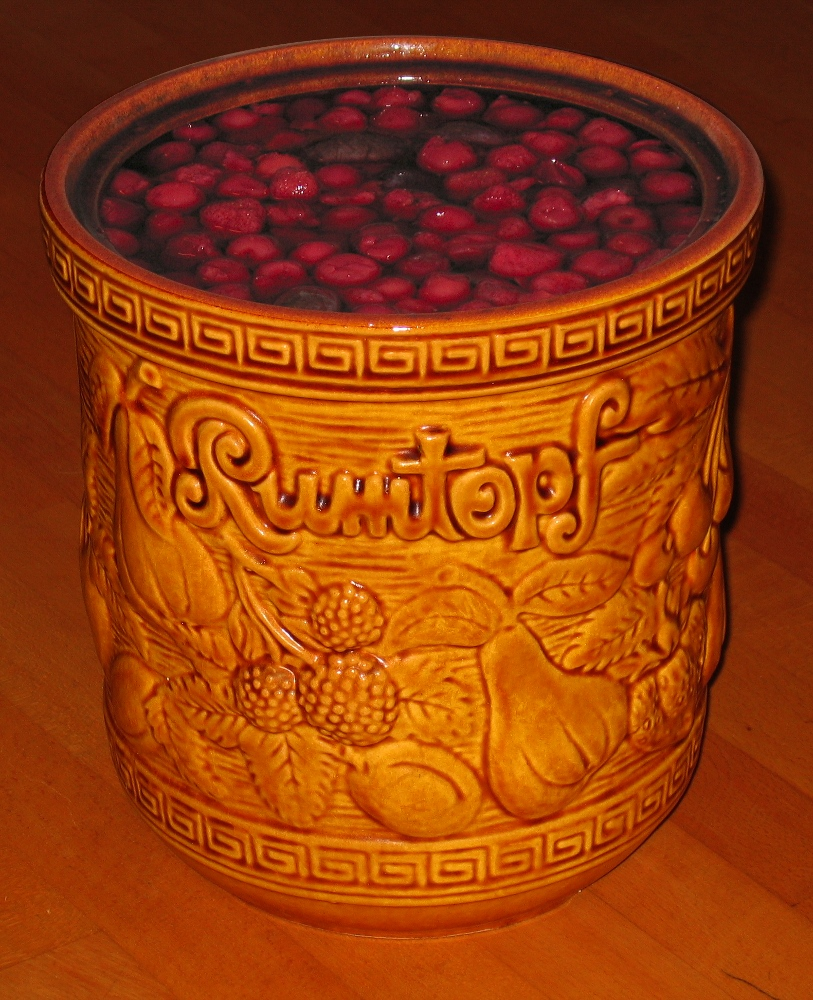
Rumtopf

Rumtopf (tutti-frutti) – owoce w rumie przygotowywane według tradycyjnej bawarskiej receptury.
Nazwa ta dosłownie oznacza „garnek z rumem”. Przygotowuje się go od wiosny, kiedy pojawiają się pierwsze owoce, do czasu Bożego Narodzenia, zasypując kolejne warstwy owoców cukrem i zalewając rumem 54-procentowym.